# Вальтер Ґамс
Вальтер Ґамс (9 серпня 1934, Цюрих — 9 квітня 2017, Бомарцо) — австрійський міколог. Він був сином біолога Гельмута Ґамса (1893—1976). Його офіційна ботанічна авторська абревіатура - " W. Gams ".

## Життєвий шлях
Ґамс отримав ступінь доктора філософії в університеті Інсбрука в 1960 році. З 1961 до 1967 року він працював у філії Федерального біологічного інституту в Кілі-Кітцеберзі під керівництвом Клауса Г. Домша над роботою «Гриби на аграрних ґрунтах». Габілітувався в 1972 році в Університеті Аахена з роботою «Cephalosporium-подібні цвілі (Hyphomycetes)». З 1967 до 2008 року працював дослідником у Centraalbureau voor Schimmelcultures у Баарні, пізніше в Утрехті.
У 1995 році Вальтер Ґамс заснував у Кельні некомерційний Фонд вивчення мікології для підтримки наукової роботи, зокрема, молодих біологів, нині Фонд дослідження мікологічної систематики та екології в Мюнхені. Стипендійний фонд в основному фінансує проєкти в галузі мікології з акцентом на таксономію, екологію та фітомедицину.
У 2012 році Німецьке фітомедичне товариство нагородило Ґамса медаллю Антона де Барі.

## Діяльність
У рамках своєї докторської дисертації «Ґрунтові гриби в сирому гумусі центральних Альп» у 1957 році Вальтер Ґамс виявив невідомий ґрунтовий гриб в Оберґурґлі та записав його у своїй дисертації під умовною назвою Trichoderma inflatum. У 1971 році Ґамс описав гриб як Tolypocladium inflatum. Гриб увійшов в історію медицини під цією назвою як «продуцент циклоспорину А» для використання в трансплантаційній хірургії. Циклоспорин А, незамінний при трансплантаціях для зменшення реакцій відторгнення, отримували напряму з грибка принаймні до 2000 року.

## Твори
- - 1967 – Mikroorganismen in der Wurzelregion von Weizen. Berlin. 77 S.
  - 1971 – Cephalosporium-artige Schimmelpilze (Hyphomycetes). Jena/Stuttgart. 262 S.
  - 1973 – Fungi in agricultural soils (mit Domsch, Klaus Heinz). London. 290 S.
  - 1973 – Pilze aus Agrarböden (mit Domsch, Klaus Heinz). Jena/Stuttgart. 222 S.
  - 1980 – Compendium of soil fungi (mit Domsch, Klaus Heinz). Eching.
  - 1993 – Supplement and corrigendum to the Compendium of soil fungi. Eching. 27 S.
  - 2007 – Compendium of Soil Fungi: Taxonomically revised 2nd edition by W. Gams (mit Domsch, Klaus Heinz). Eching. 672 S.
  - 2011 – The genera of Hyphomycetes (Keith Seifert, Gareth Morgan-Jones, Walter Gams, Bryce Kendrick). Utrecht, 2011.

## Вебпосилання
- Коротка біографія Вальтера Ґамса biowikifarm.net
- Ганс-Вальтер Лак: Грибок робить це можливим : Tolypocladium inflatum і трансплантація серця Стаття про відкриття циклоспорину та допоміжної плодової форми, а пізніше основної плодової форми гриба. В: фунд., випуск 01/2000, тема: серце. Берлінський вільний університет.
- Дослідження фонду мікології biowikifarm.net